# トネ・ン・シウ
トネ・ン・シウ（Tone Ng Shiu、1994年5月26日 - ）は、ニュージーランドのラグビー選手。

## プロフィール
- ニュージーランド・ネーピア出身[1]。
- ポジションはフランカー(FL)。
- 身長 191cm、体重 100kg

## 略歴
2021年、東京五輪の7人制ニュージーランド代表に選ばれて銀メダル獲得。
2024年、パリ五輪の7人制ニュージーランド代表に選ばれた。